# Roodstaartblada
De roodstaartblada (Bleda syndactylus) is een zangvogel uit de familie Pycnonotidae (buulbuuls).

## Verspreiding en leefgebied
Deze soort komt voor in westelijk en centraal Afrika en telt twee ondersoorten:
- B. s. syndactylus: van Sierra Leone tot westelijk Congo-Kinshasa.
- B. s. woosnami: van oostelijk Congo-Kinshasa tot zuidelijk Soedan, westelijk Kenia, noordwestelijk Zambia en noordelijk Angola.